# Skynet 4F
O Skynet 4F é um satélite de comunicação geoestacionário britânico construído pela Astrium, ele está localizado na posição orbital de 34,1 graus de longitude oeste e é operado pela Paradigm Secure Communications para o MoD. O satélite foi baseado na plataforma ECS-Bus e sua expectativa de vida útil era de 6 anos.

## Lançamento
O satélite foi lançado com sucesso ao espaço no dia 07 de fevereiro de 2001, às 23:05 UTC, por meio de um veículo Ariane-44L H10-3, a partir do Centro Espacial de Kourou na Guiana Francesa, juntamente com o satélite SICRAL 1. Ele tinha uma massa de lançamento de 1.500 kg.